# Bad Rotenfels
Bad Rotenfels ist ein Stadtteil von Gaggenau im baden-württembergischen Landkreis Rastatt.

## Lage und Infrastruktur
Bad Rotenfels liegt am Eingang des Murgtals im Nordschwarzwald, direkt nordwestlich anschließend an die Kernstadt Gaggenau. Die Murg fließt am südwestlichen Rand der Bebauung. Die Bundesstraße 462 folgt dem Talverlauf ebenso wie die Murgtalbahn, die hier drei Haltepunkte hat. Jenseits von Murg und B 462 befindet sich der Kurpark mit dem Thermalbad Rotherma. Talauswärts in Richtung Bischweier schließt sich an die Ortsbebauung ein großes Gewerbegebiet an. Die frühere Gemeinde Rotenfels hatte eine Fläche von 20,14 km².

## Geschichte
Der einst selbständige Ort Rotenfels wurde in einer Schenkungsurkunde Heinrichs III. an die Bischöfe von Speyer aus dem Jahr 1041 erstmals erwähnt. Im 12. Jahrhundert hatten die Grafen von Eberstein die Herrschaft, die von hier aus das Murgtal besiedelten. Seit 1288 sind die Markgrafen von Baden als Herren belegt. Markgraf Wilhelm Ludwig August von Baden-Hochberg, der hier im 19. Jahrhundert eine Steinzeugfabrik und einen landwirtschaftlichen Musterbetrieb unterhielt, ließ nach Steinkohle bohren, wobei 1839 die Elisabethenquelle entdeckt wurde. Die Mineralquelle versiegte noch im gleichen Jahrhundert. Während der Badischen Revolution war Rotenfels Bestandteil der Murglinie. 1944 und 1945 bestand das Sicherungslager Rotenfels, ein nationalsozialistisches Zwangslager. Bohrungen in den 1950er Jahren erschlossen neue Thermalwasservorkommen, die für den Badebetrieb genutzt werden. Zum 1. Januar 1970 wurde Rotenfels zusammen mit dem Ortsteil Winkel nach Gaggenau eingemeindet.

## Sehenswürdigkeiten
- Schloss Rotenfels, von Friedrich Weinbrenner 1818–1827 zu einem klassizistischen Landschloss für Markgraf Wilhelm Ludwig August von Baden-Hochberg umgebaute vormalige Steinzeugfabrik.[3] Heute Landesakademie für Schulkunst, Schul- und Amateurtheater.
- St. Laurentius, Sitz der ältesten Pfarrei und damit „Mutterkirche“ des Murgtals, heutiger Bau 1752–1766 von Franz Ignaz Krohmer, neobarocke Überformung aus dem Jahr 1902/03.[3]
- Das Unimog-Museum liegt in der Nachbarschaft von Schloss Rotenfels, aber bereits auf der Gemarkung von Kuppenheim-Oberndorf.

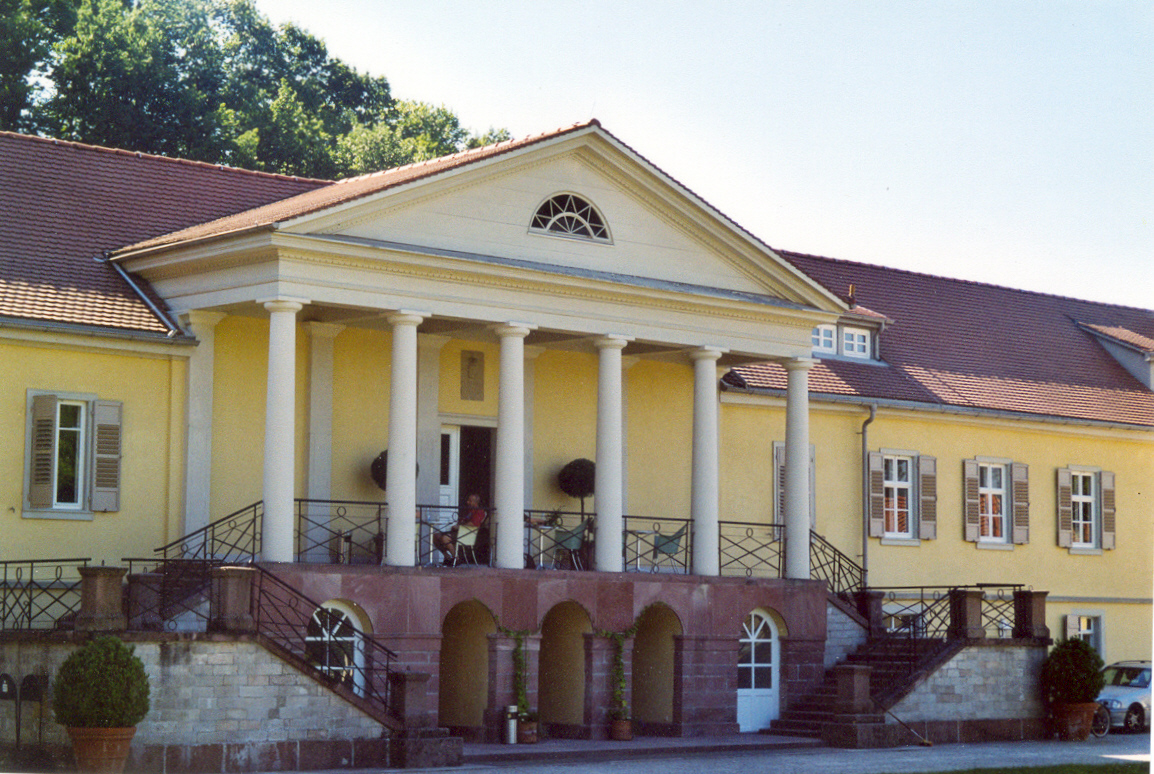
Schloss Rotenfels
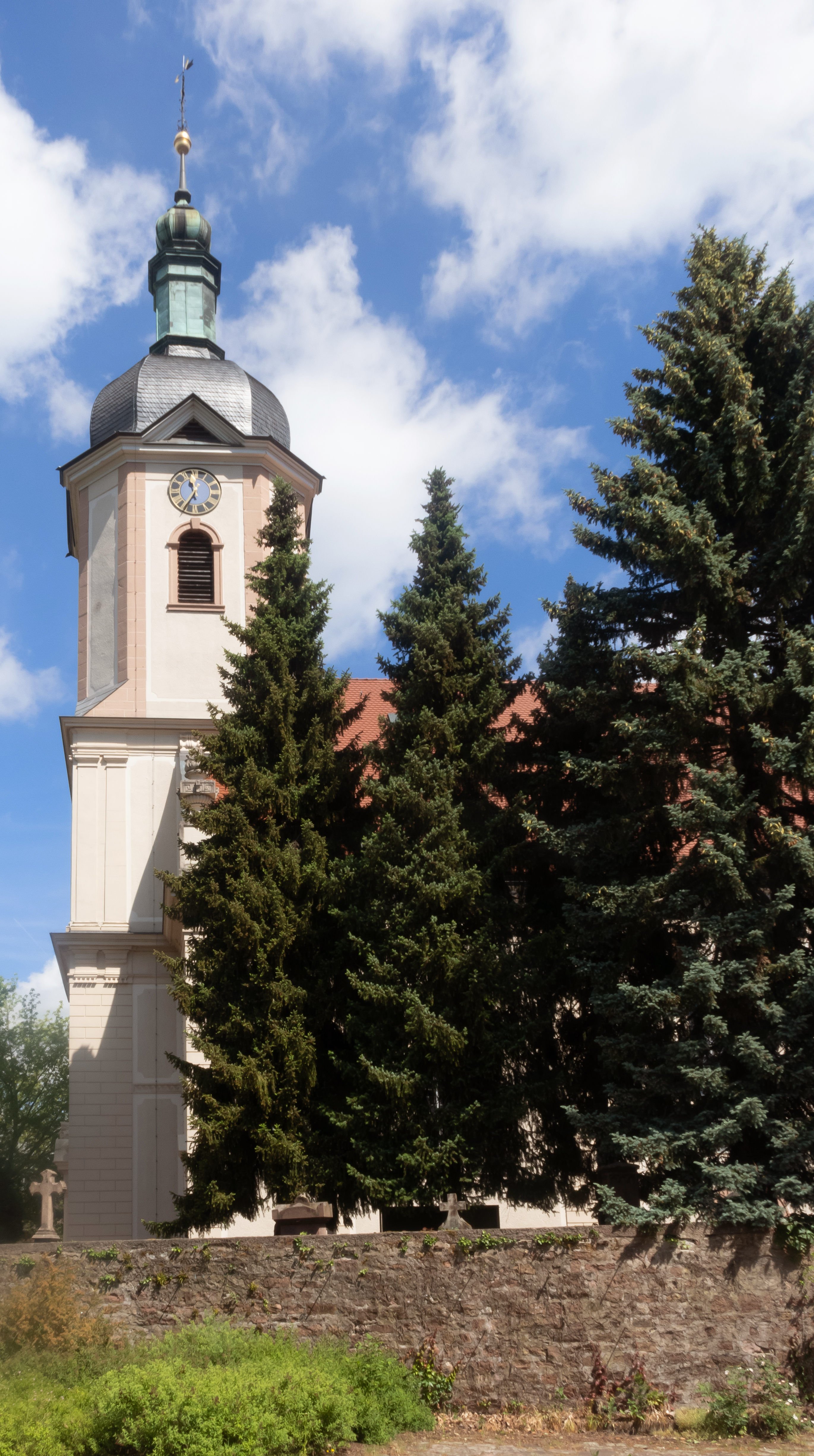
St. Laurentius